# Науэндорф (Зале)
Науэндорф (нем. Nauendorf) — посёлок в Германии, в земле Саксония-Анхальт, входит в район Зале в составе городского округа Веттин-Лёбеюн.
Население составляет 1761 человек (на 31 декабря 2009 года). Занимает площадь 11,52 км².

## История
Первое упоминание о поселении относится к 1207 году, в записях замка Веттинов.
1 января 2010 года, после проведённых реформ, Науэндорф вошёл в состав нового городского округа Веттин-Лёбеюн в качестве района. В этот район также входят деревни: Мербиц и Приштер.

## Галерея

Науэндорф на карте коммуны
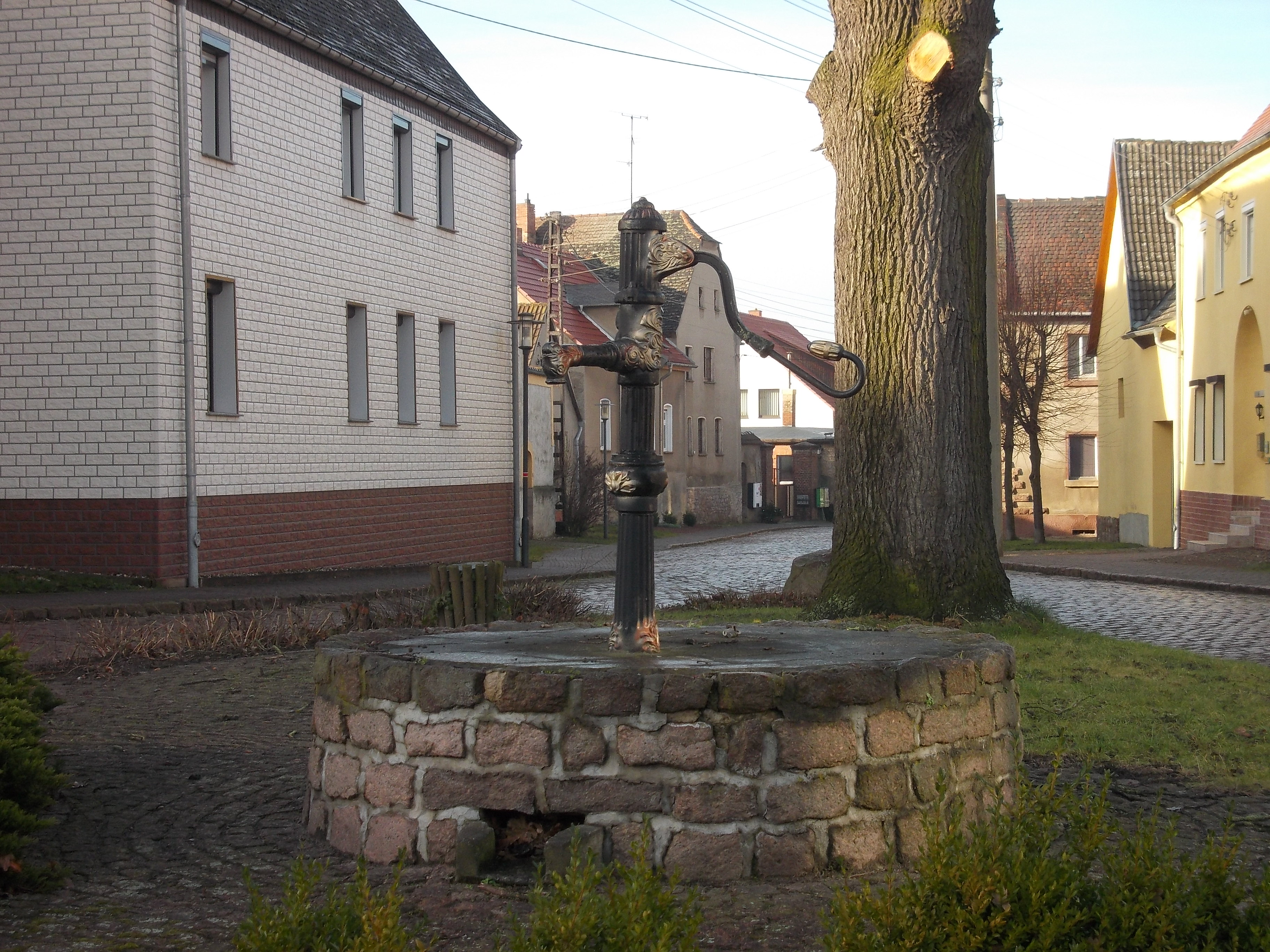
Старинная водокачка
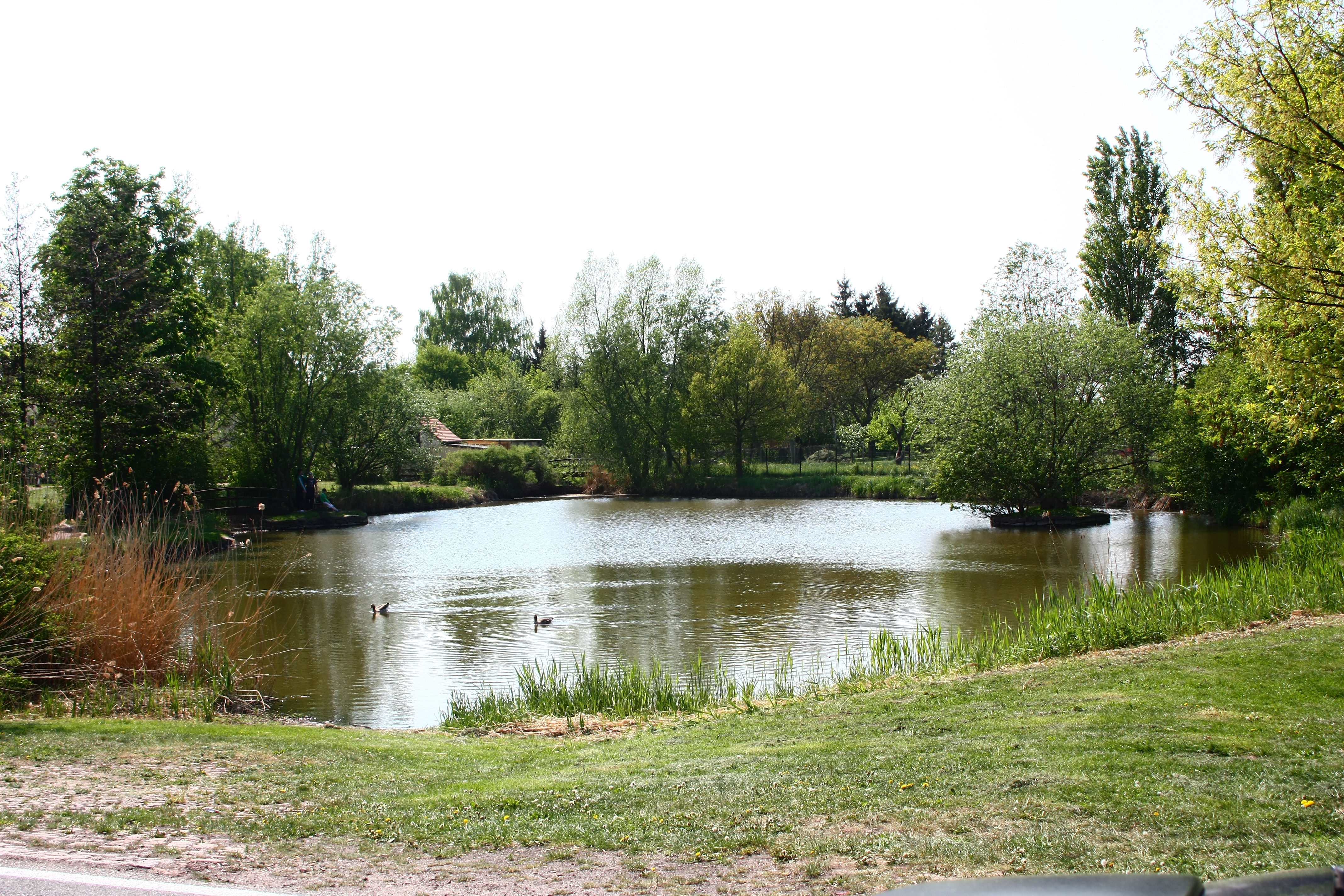
Деревенский пруд
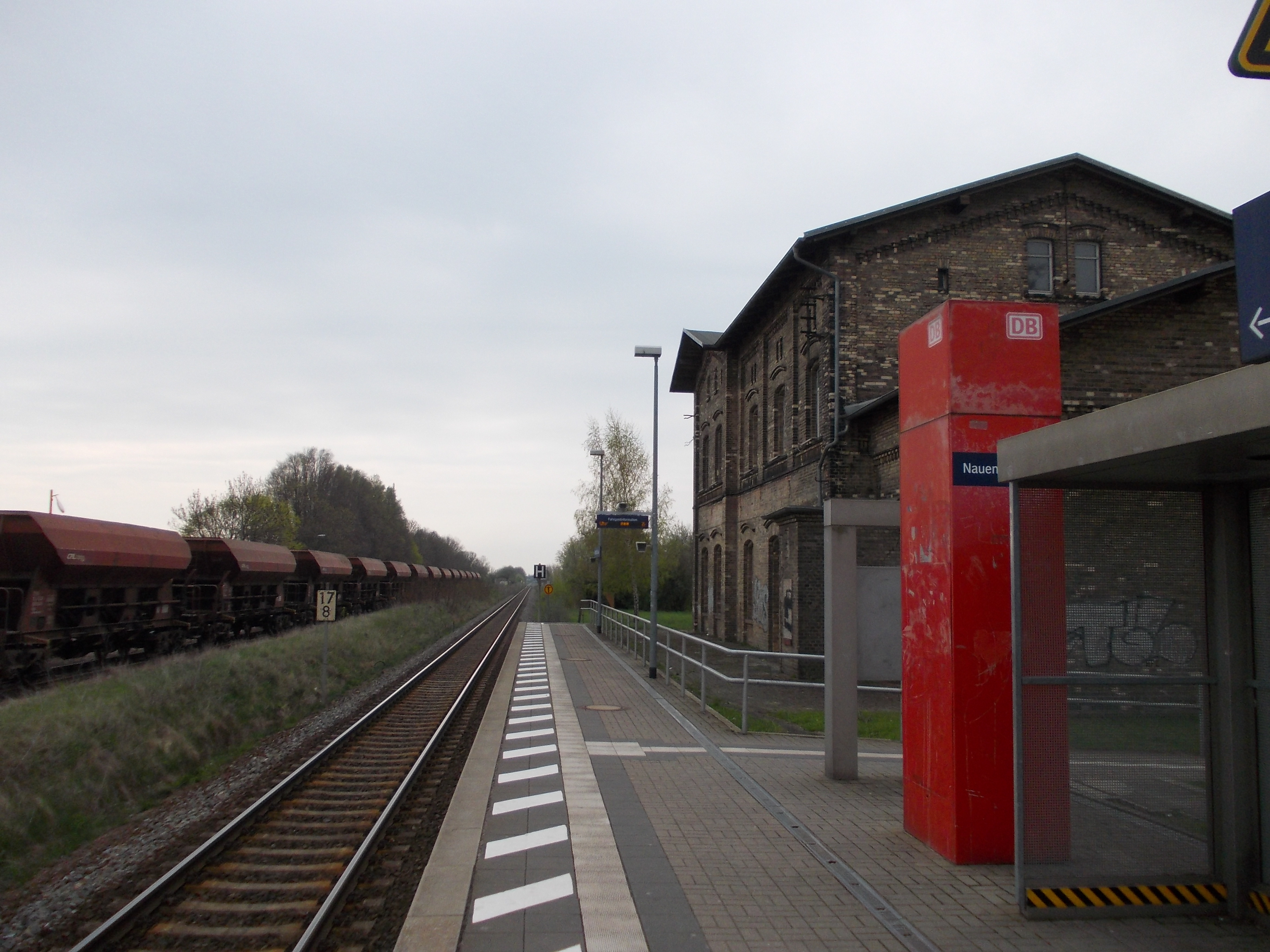
Ж/д станция Науэндорфа